# Cyphomyrus
Cyphomyrus is een geslacht van straalvinnige vissen uit de familie van de tapirvissen (Mormyridae).

## Soorten
- Cyphomyrus aelsbroecki (Poll, 1945)
- Cyphomyrus cubangoensis (Pellegrin, 1936)
- Cyphomyrus discorhynchus (Peters, 1852)
- Cyphomyrus grahami (Norman, 1928)
- Cyphomyrus lufirae Mulelenu, Katemo Manda, Decru, Chocha Manda & Vreven, 2020
- Cyphomyrus macrops (Boulenger, 1909)
- Cyphomyrus petherici (Boulenger, 1898)
- Cyphomyrus psittacus (Boulenger, 1897)
- Cyphomyrus weeksii (Boulenger, 1902)
- Cyphomyrus wilverthi (Boulenger, 1898)